# ولادمیر روسلیک

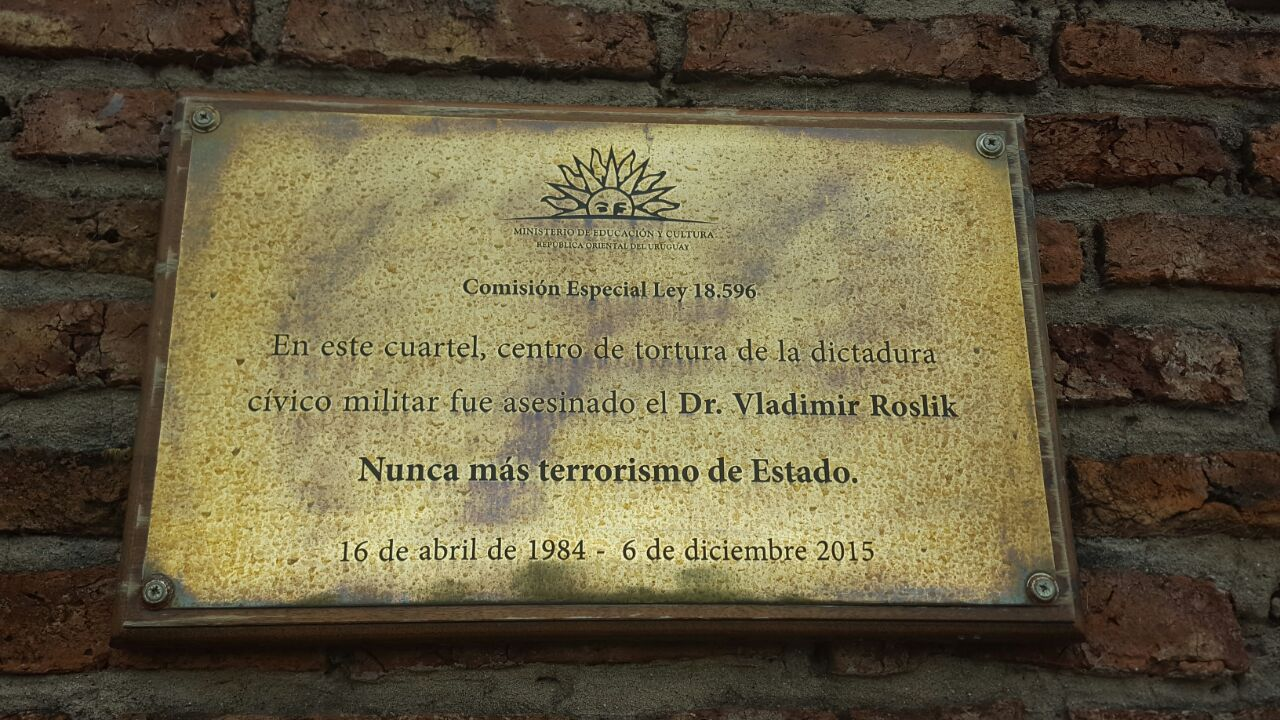
لوح یادبود ولادمیر روسلیک، پزشک اروگوئه‌ای - ۲۰۱۷

ولادمیر روسلیک (۱۹۴۳-۱۹۸۴) پزشک و عضو حزب کمونیست اروگوئه در دوران دیکتاتوری نظامی اروگوئه بین سال‌های ۱۹۷۴ تا ۱۹۸۴ بود. او آخرین قربانی مرگ بر اثر شکنجه در این دیکتاتوری قبل از برقراری دموکراسی در اوخر سال ۱۹۸۴ بود. روسلیک در سن خاویر متولد شد و از دنیا رفت. او در اتحاد جماهیر شوروی در دانشگاه پاتریس لومومبا رشتهٔ پزشکی خواند. در شهر سن خاویر چند یادبود از وی ساخته شده‌است.